# 泛希社运—争取变革运动
泛希社运—争取变革运动（希臘語：ΠΑΣΟΚ – Κίνημα Αλλαγής，缩写）是希腊的一个政党联盟。该联盟成立于2018年3月16日—18日，当时取名为争取变革运动，创始成员有泛希腊社会主义运动（简称“泛希社运”）、民主社会主义者运动、河流（2018年退出）和民主左翼（2019年退出）。2022年5月8日，该联盟举行内部投票，决定改名为“泛希社运—争取变革运动”。该联盟的意识形态是社会民主主义、亲欧洲主义。该联盟的政治立场是中间偏左。该联盟的主席是尼科斯·安德鲁拉基斯。该联盟的青年翼是“变革运动新世代”。

## 外部鏈接
- 争取变革运动 （页面存档备份，存于）